# イ・ソニョン
イ・ソニョン（ハングル表記：이선영、1982年2月22日 - ）は、大韓民国の韓国放送公社 (KBS) 所属のアナウンサー。梨花女子大学校の政治外交学科を卒業した。2005年にKBSの第31期公開採用でアナウンサーとして採用され入局した。その後『家族娯楽館』『朝の広場』『いい国運動本部』『ラブ・イン・アジア』など多くの番組で司会進行を務めた。